# Leichtathletik-Weltmeisterschaften 2005/Weitsprung der Männer

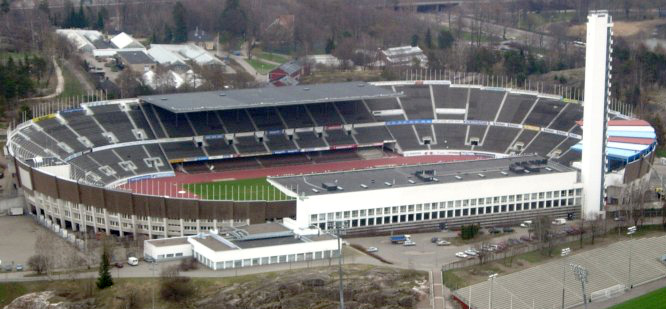
Das Olympiastadion in Helsinki im Mai 2005

Der Weitsprung der Männer bei den Leichtathletik-Weltmeisterschaften 2005 wurde am 12. und 13. August 2005 im Olympiastadion der finnischen Hauptstadt Helsinki ausgetragen.
Weltmeister wurde der US-amerikanische Titelverteidiger und aktuelle Olympiasieger Dwight Phillips. Silber ging an Ignisious Gaisah aus Ghana. ging Der Finne Tommi Evilä errang die Bronzemedaille.

## Bestehende Rekorde
| Weltrekord               | 8,95 m | Mike Powell | WM 1991 in Tokio, Japan | 30. August 1991 |
| Weltmeisterschaftsrekord | 8,95 m | Mike Powell | WM 1991 in Tokio, Japan | 30. August 1991 |

Der bestehende WM-Rekord wurde bei diesen Weltmeisterschaften nicht eingestellt und nicht verbessert.
Es wurden eine Weltjahresbestleistung und drei Landesrekorde erzielt.
- Weltjahresbestleistung:
  - 8,60 m – Dwight Phillips (USA), Finale am 13. August
- Landesrekorde:
  - 8,18 m – Tommi Evilä (Finnland), Qualifikation, Gruppe B am 12. August
  - 8,13 m – Issam Nima (Algerien), Qualifikation, Gruppe B am 12. August
  - 8,34 m – Ignisious Gaisah (Ghana), Finale am 13. August

## Windbedingungen
In den folgenden Ergebnisübersichten sind die Windbedingungen zu den einzelnen Sprüngen benannt. Der erlaubte Grenzwert liegt bei zwei Metern pro Sekunde. Bei stärkerer Windunterstützung wird die Weite für den Wettkampf gewertet, findet jedoch keinen Eingang in Rekord- und Bestenlisten.

## Legende
Kurze Übersicht zur Bedeutung der Symbolik – so üblicherweise auch in sonstigen Veröffentlichungen verwendet:
| – | verzichtet                                 |
| x | ungültig                                   |
| w | Windunterstützung über dem zulässigen Wert |

## Qualifikation
12. August 2005, 14:00 Uhr
26 Teilnehmer traten in zwei Gruppen zur Qualifikationsrunde an. Die Qualifikationsweite für den direkten Finaleinzug betrug 8,10 m. Acht Athleten übertrafen diese Marke (hellblau unterlegt). Das Finalfeld wurde mit den vier nächstplatzierten Sportlern auf zwölf Springer aufgefüllt (hellgrün unterlegt). So mussten schließlich 7,91 m für die Finalteilnahme erbracht werden. Ein Wettbewerber, der wie der zwölftplatzierte Teilnehmer 7,91 m erzielt hatte, musste ausscheiden, weil er durch seinen schwächeren zweitbesten Versuch den Gesamtrang dreizehn aus beiden Qualifikationen einnahm.

### Gruppe A
| Platz | Name                   | Nation         | Resultat (m) | 1. Versuch (m) Wind (m/s) | 2. Versuch (m) Wind (m/s) | 3. Versuch (m) Wind (m/s) |
| 1     | Godfrey Khotso Mokoena | Südafrika      | 8,22         | x                         | 7,84 / +3,7               | 8,22 / +0,2               |
| 2     | Salim Sdiri            | Frankreich     | 8,18 w       | 8,18 / +3,9               | –                         | –                         |
| 3     | Witali Schkurlatow     | Russland       | 7,95 w       | 7,95 / +2,4               | 7,81 / +1,2               | 7,95 / +2,1               |
| 4     | Christopher Tomlinson  | Großbritannien | 7,83 w       | 7,55 / +1,6               | 7,83 / +2,6               | 7,64 / +1,9               |
| 5     | Ibrahim Camejo         | Kuba           | 7,78         | 7,77 / +1,4               | 7,78 / +1,5               | 7,78 / +0,3               |
| 6     | Miguel Pate            | USA            | 7,70         | 7,70 / +0,3               | 7,58 / +1,3               | 7,26 / +0,1               |
| 7     | Jonathan Chimier       | Mauritius      | 7,65         | x                         | 7,65 / +1,5               | 6.90 / +2,8               |
| 8     | Povilas Mykolaitis     | Litauen        | 7,64 w       | x                         | 7,50 / +0,9               | 7,64 / +4,4               |
| 9     | Walter Davis           | USA            | 7,42         | x                         | x                         | 7,42 / +1,9               |
| 10    | Yahya Berrabah         | Marokko        | 7,33         | x                         | 7,33 / +1,6               | x                         |
| NM    | Morten Jensen          | Dänemark       | ogV          | x                         | x                         | x                         |
| NM    | Leevan Sands           | Bahamas        | ogV          | x                         | x                         | x                         |
| DNS   | Jadel Gregório         | Brasilien      |              |                           |                           |                           |

In der Qualifikation aus Gruppe A ausgeschiedene Weitspringer:

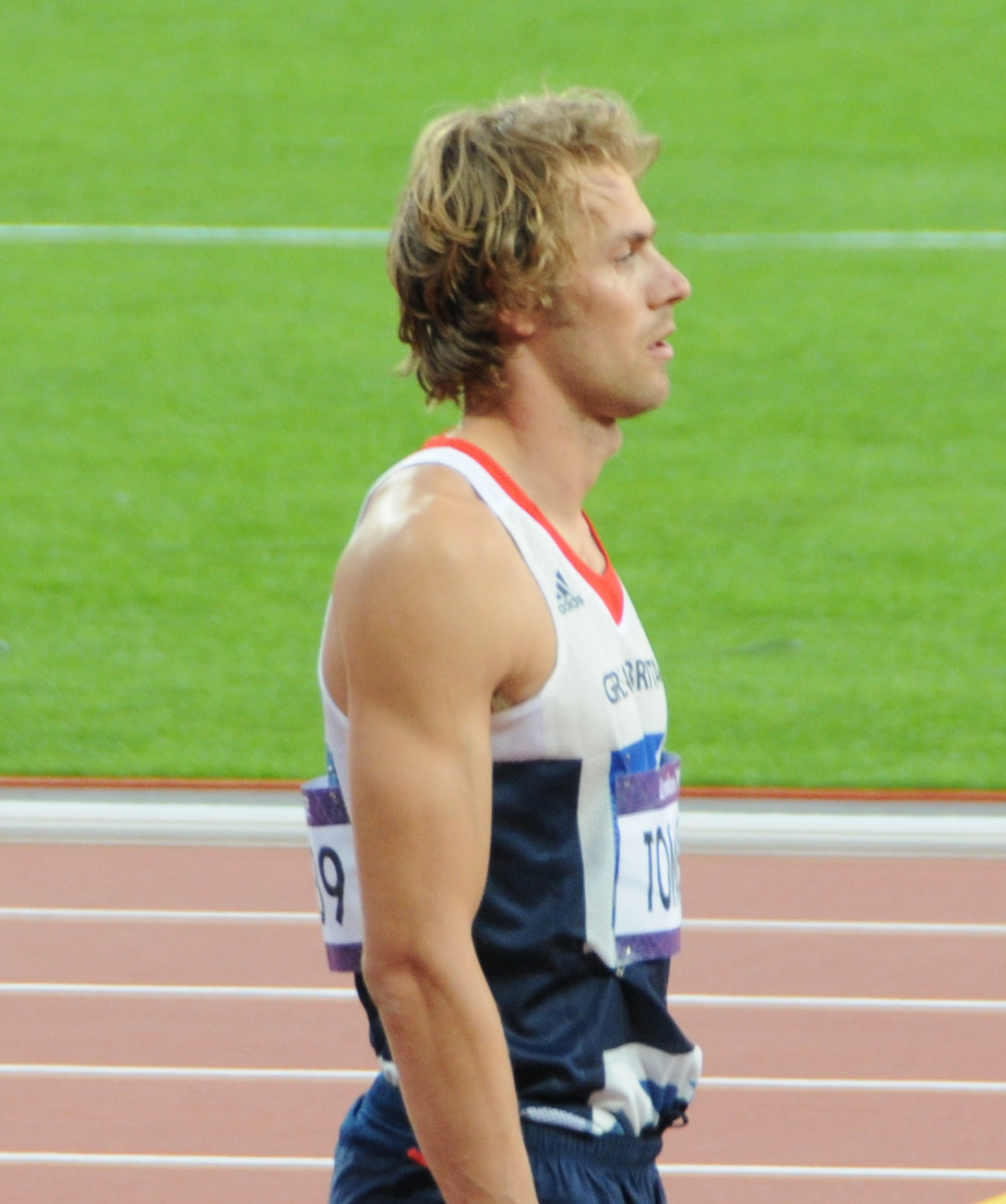
Christopher Tomlinson Rang vier mit 7,83 m
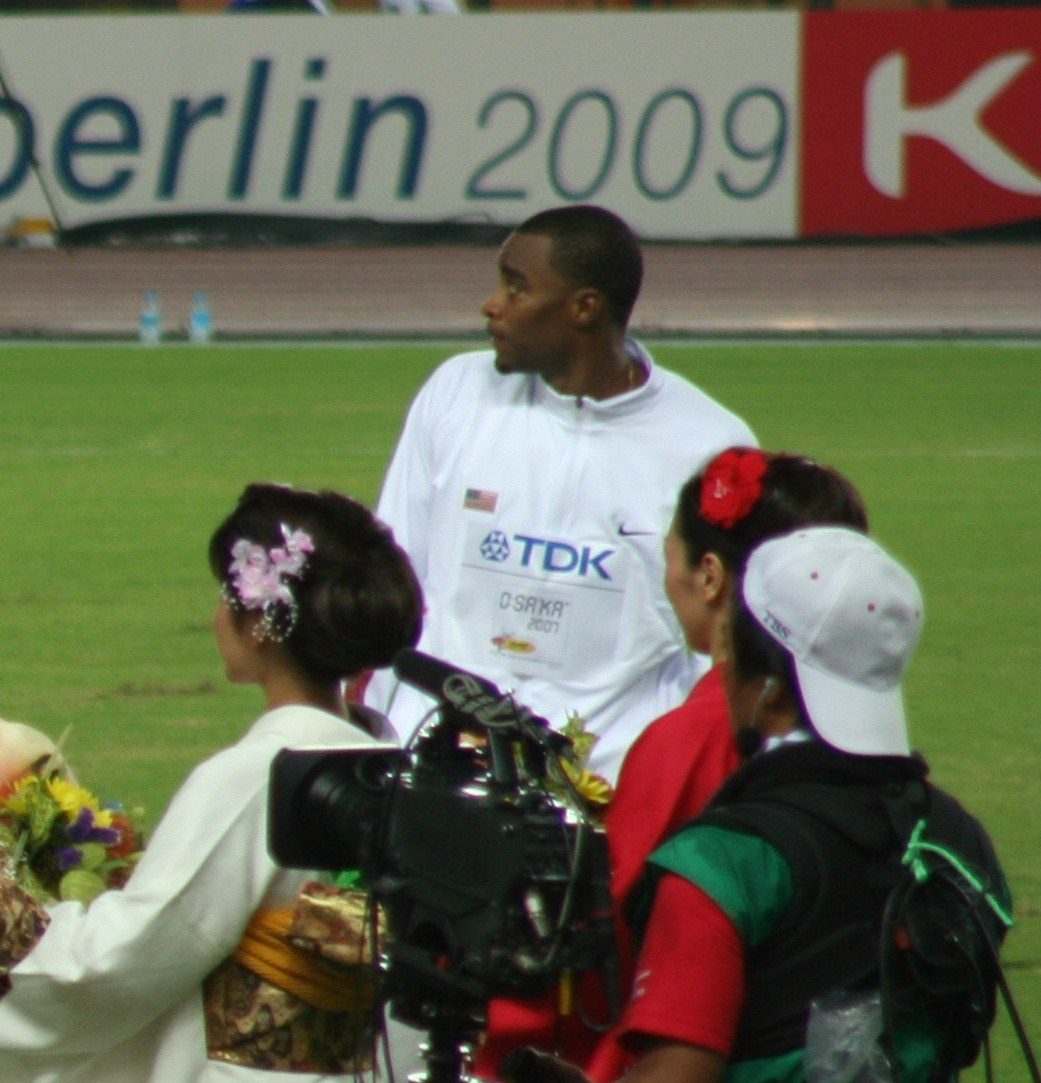
Walter Davis, im Dreisprung zwei Tage zuvor Weltmeister – Rang neun mit 7,42 m
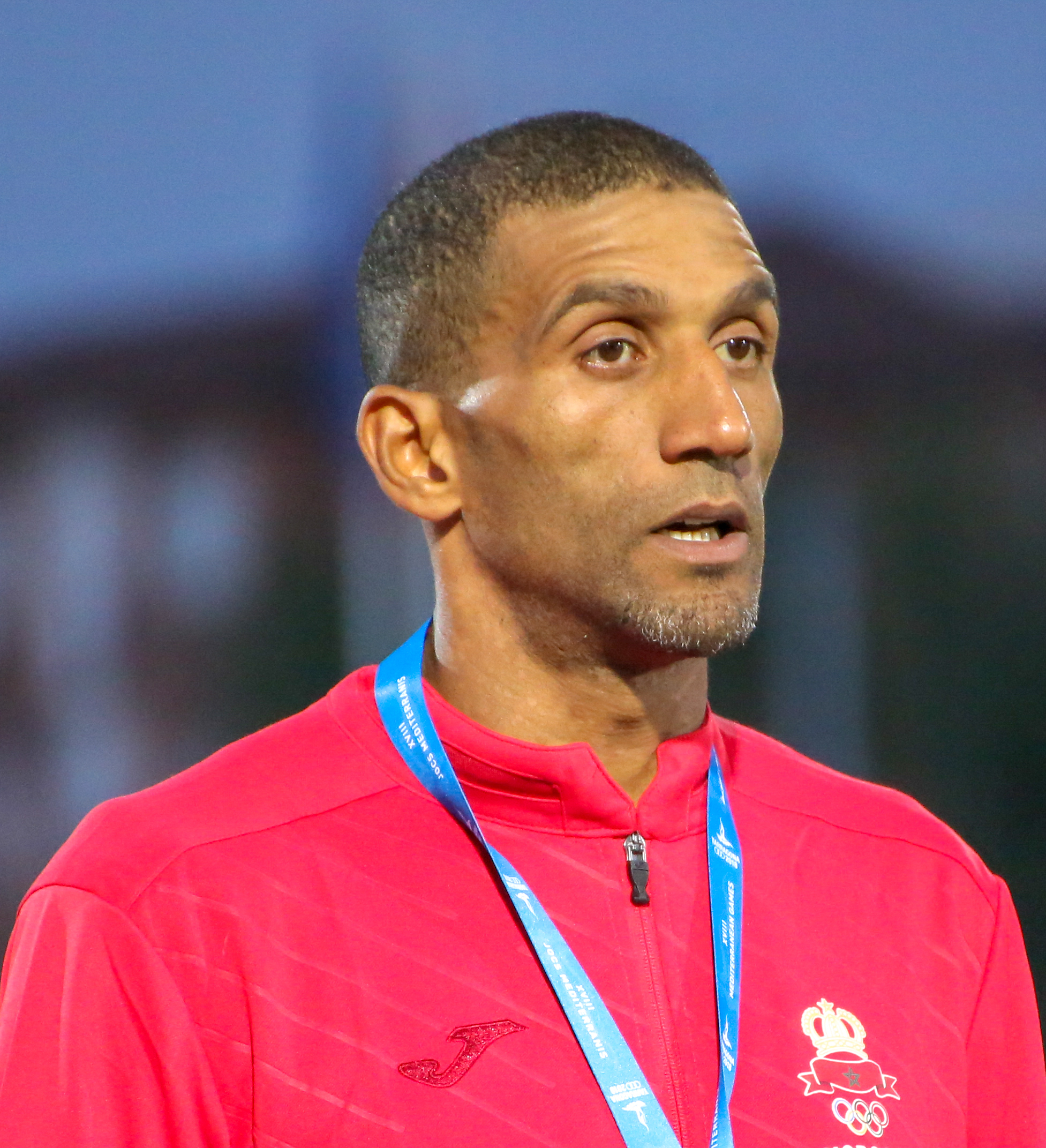
Yahya Berrabah Rang zehn mit 7,33 m
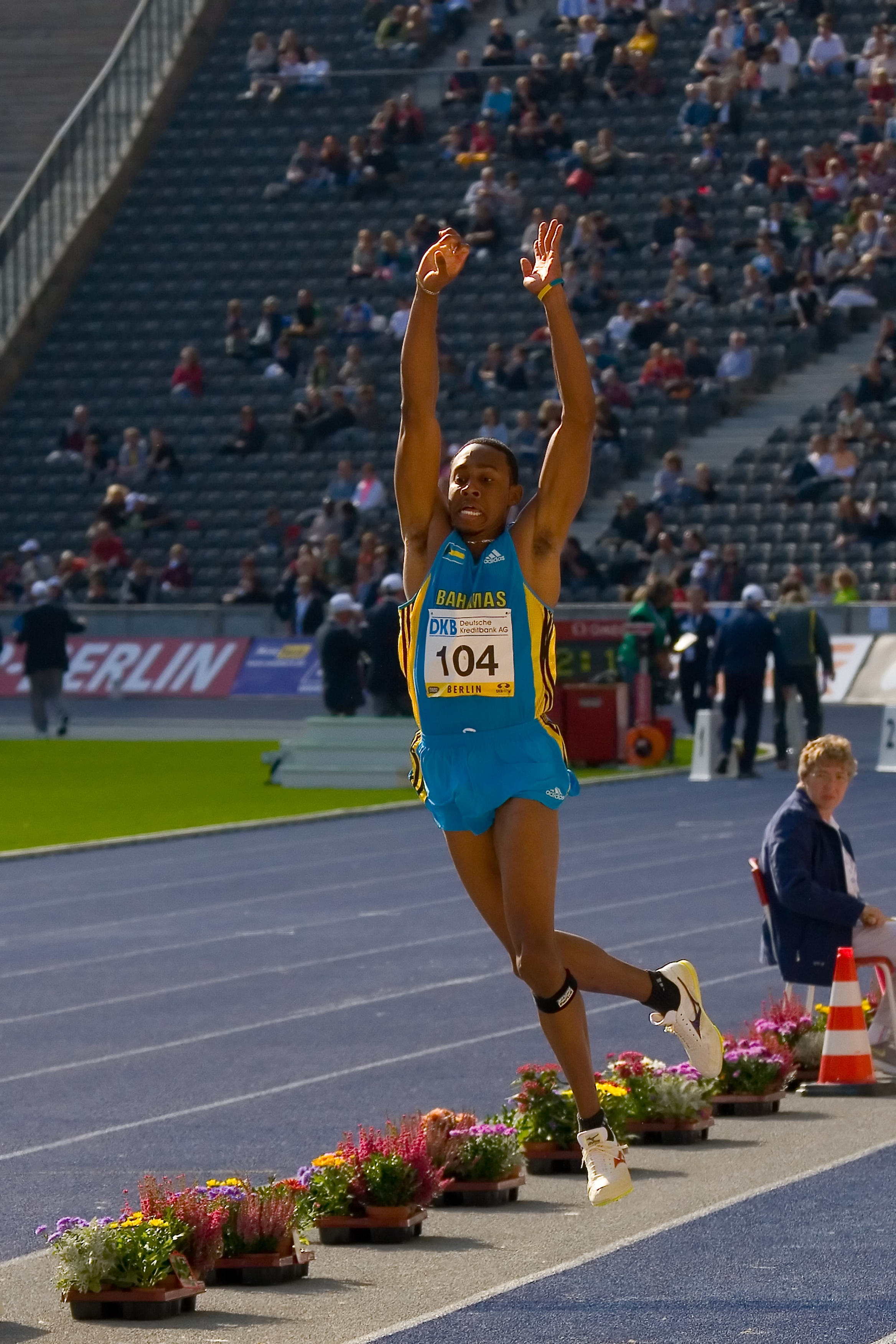
Leevan Sands, 2003 WM-Dritter im Dreisprung – ohne gültigen Versuch

### Gruppe B

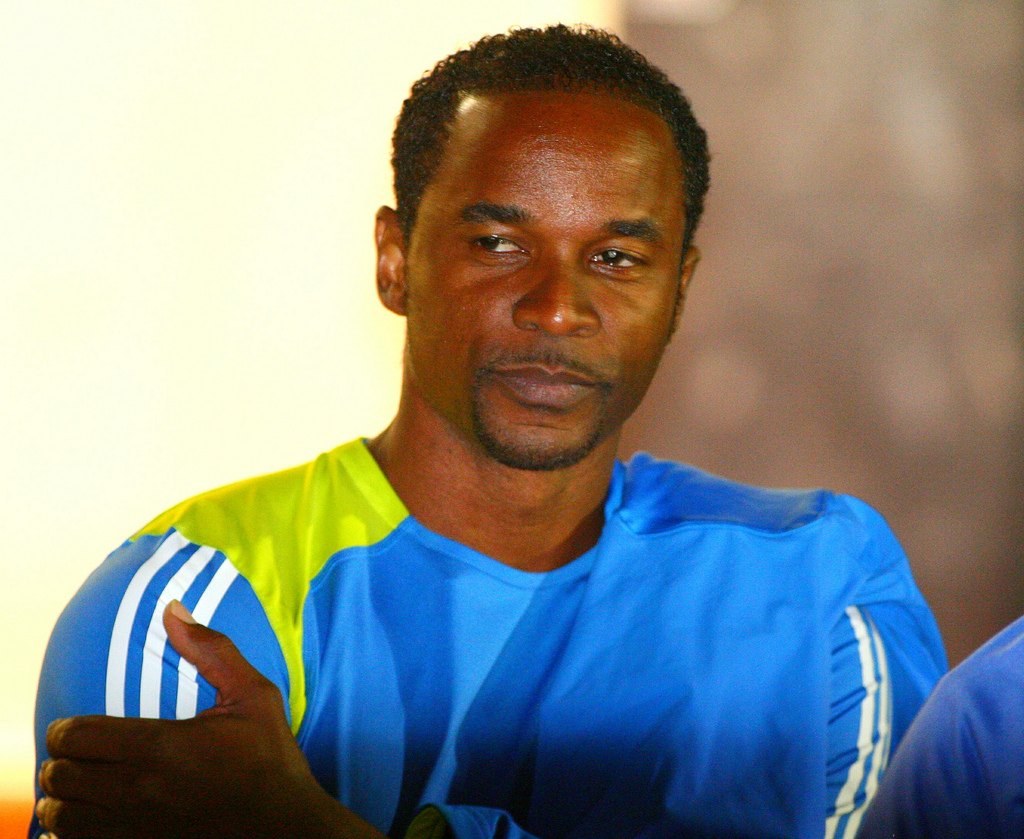
Der vierfache Weltmeister und Olympiasieger von 2000 Iván Pedroso blieb in der Qualifikation ohne gültigen Versuch

| Platz | Name               | Nation      | Resultat (m) | 1. Versuch (m) Wind (m/s) | 2. Versuch (m) Wind (m/s) | 3. Versuch (m) Wind (m/s) |
| 1     | Dwight Phillips    | USA         | 8.59 w       | 8.59 / +3,3               | –                         | –                         |
| 2     | Tommi Evilä        | Finnland    | 8,18 NR      | 8,18 / +0,9               | –                         | –                         |
| 3     | James Beckford     | Jamaika     | 8,13 w       | x                         | 8,13 / +2,4               | –                         |
| 3     | Issam Nima         | Algerien    | 8,13 NR      | x                         | 8,13 / +1,7               | –                         |
| 5     | Ignisious Gaisah   | Ghana       | 8,11 w       | 8,11 / +3,4               | –                         | –                         |
| 6     | Joan Lino Martínez | Spanien     | 8,10 w       | 8,10 / +2,6               | –                         | –                         |
| 7     | Irving Saladino    | Panama      | 7,98         | 7,92 / +0,7               | 7,98 / +1,5               | 7,73 / −0,7               |
| 8     | Wolodymyr Sjuskow  | Ukraine     | 7,97 w       | 7,79 / +3,8               | 7,97 / +3,7               | x                         |
| 9     | Nils Winter        | Deutschland | 7,91         | 7,91 / +1,5               | 7,63 / +1,6               | 7,80 / ±0,0               |
| 10    | Brian Johnson      | USA         | 7,91         | x                         | 7,12 / +0,8               | 7,91 / ±0,0               |
| 11    | Shinichi Terano    | Japan       | 7,27         | x                         | x                         | 7,27 / +0,7               |
| 12    | Eroni Tuivanuavou  | Fidschi     | 7,17         | 6,39 / +0,4               | 7,08 / +0,1               | 7,17 / −0,4               |
| NM    | Iván Pedroso       | Kuba        | ogV          | x                         | x                         | x                         |
| NM    | Bogdan Țăruș       | Rumänien    | ogV          | x                         | x                         | x                         |

## Finale
13. August 2005, 19:45 Uhr
| Platz | Name                   | Nation      | Resultat (m) | 1. Versuch (m) Wind (m/s) | 2. Versuch (m) Wind (m/s) | 3. Versuch (m) Wind (m/s) | 4. Versuch (m) Wind (m/s)                | 5. Versuch (m) Wind (m/s)                | 6. Versuch (m) Wind (m/s)                |
| 1     | Dwight Phillips        | USA         | 8,60 WL      | 8,60 / +1,6               | x                         | x                         | x                                        | x                                        | x                                        |
| 2     | Ignisious Gaisah       | Ghana       | 8,34 NR      | 7,76 / +0,6               | 8,11 / +2,8               | 8,34 / +0,2               | 8,17 / +2,2                              | 8,08 / −0,9                              | –                                        |
| 3     | Tommi Evilä            | Finnland    | 8,25 w       | x                         | x                         | 8,16 / ±0,0               | 8,12 / +1,4                              | 8,25 / +2,9                              | x                                        |
| 4     | Joan Lino Martínez     | Spanien     | 8,24 w       | 7,85 / +1,5               | 8,13 / +2,1               | 8,04 / +1,2               | 8,24 / +2,9                              | x                                        | 7,98 / +2,2                              |
| 5     | Salim Sdiri            | Frankreich  | 8,21 w       | 8,20 / +1,7               | 8,07 / +1,3               | 7,96 / +0,8               | 7,97 / +1,7                              | x                                        | 8,21 / +2,4                              |
| 6     | Irving Saladino        | Panama      | 8,20 w       | 8,00 / +0,9               | 7,91 / +1,9               | 8,08 / +0,9               | 8,00 / +1,4                              | 8,20 / +2,8                              | 8,12 / +0,4                              |
| 7     | Godfrey Khotso Mokoena | Südafrika   | 8,11 w       | 8,01 / +1.9               | 8,06 / +0,4               | 8,11 / +2,6               | 8,06 / +1,1                              | 6,79 / −0,2                              | x                                        |
| 8     | Wolodymyr Sjuskow      | Ukraine     | 8,06 w       | 7,56 / +0,7               | 8,06 / +2,3               | x                         | 8,01 / +3,5                              | x                                        | x                                        |
| 9     | James Beckford         | Jamaika     | 8,02 w       | x                         | 8,02 / +0,1               | 7,93 / −0,1               | nicht im Finale der besten acht Springer | nicht im Finale der besten acht Springer | nicht im Finale der besten acht Springer |
| 10    | Witali Schkurlatow     | Russland    | 7,88         | x                         | 7,88 / +1,4               | 7,66 / +0,8               | nicht im Finale der besten acht Springer | nicht im Finale der besten acht Springer | nicht im Finale der besten acht Springer |
| 11    | Issam Nima             | Algerien    | 7,73         | 7,61 / +0,3               | 7,73 / +0,6               | 7,42 / +0,6               | nicht im Finale der besten acht Springer | nicht im Finale der besten acht Springer | nicht im Finale der besten acht Springer |
| 12    | Nils Winter            | Deutschland | 7,72 w       | x                         | x                         | 7,72 / +3,2               | nicht im Finale der besten acht Springer | nicht im Finale der besten acht Springer | nicht im Finale der besten acht Springer |

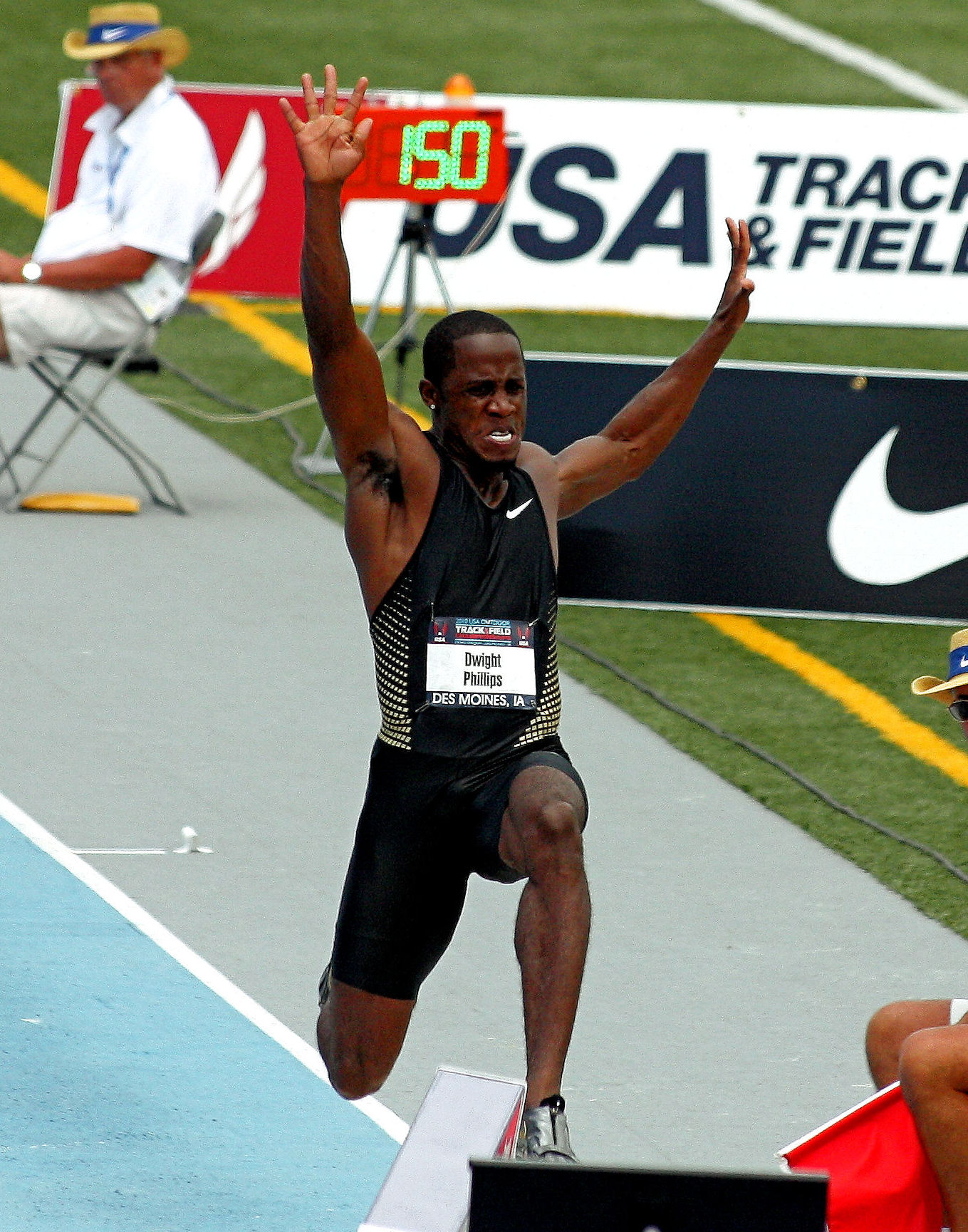
Dwight Phillips, 2004 Olympiasieger, verteidigte seinen Titel souverän
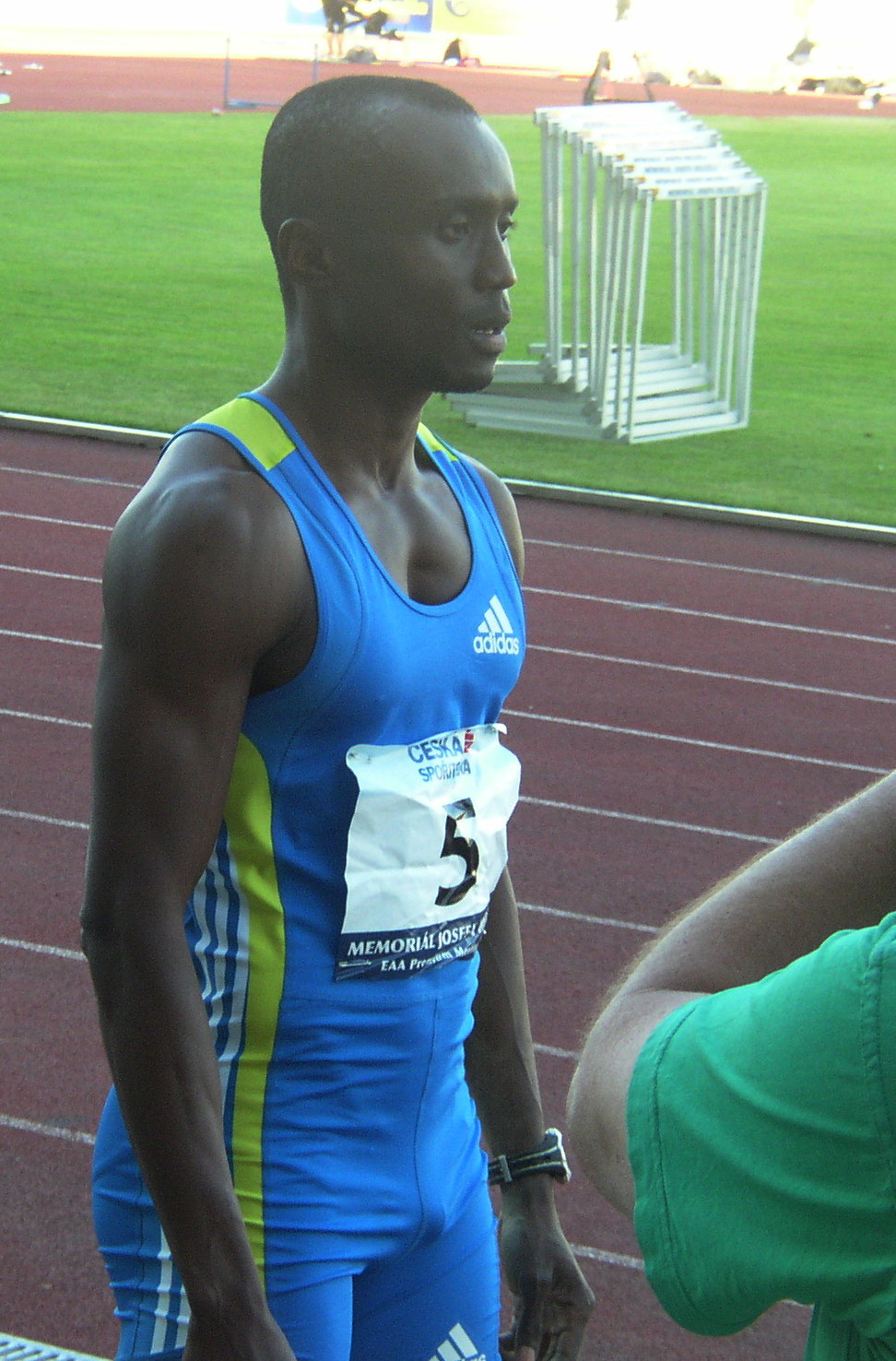
Ignisious Gaisah – Vizeweltmeister mit neuem Landesrekord für Ghana
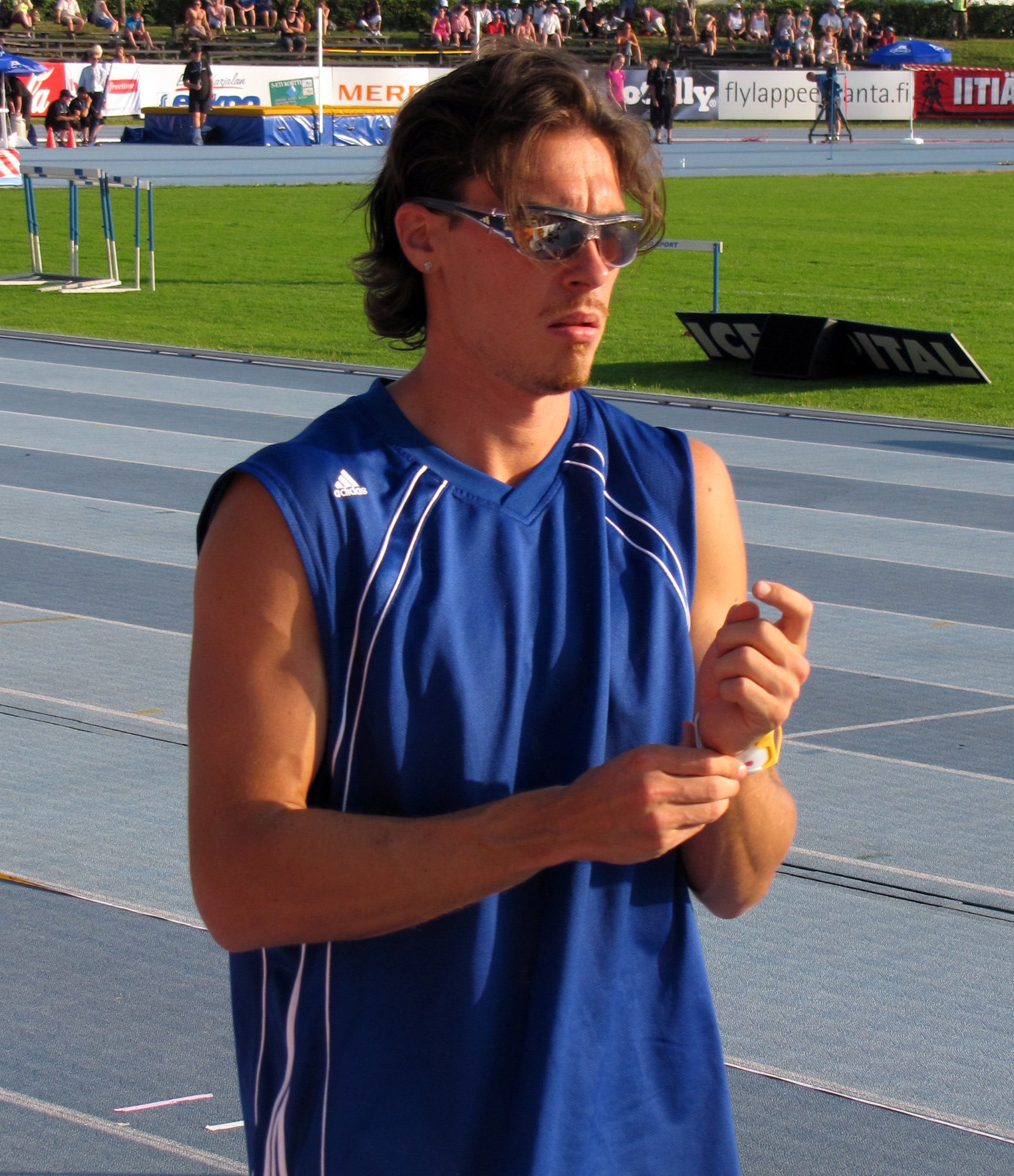
Bronzemedaillengewinner Tommi Evilä hatte in der Qualifikation einen neuen finnischen Rekord aufgestellt
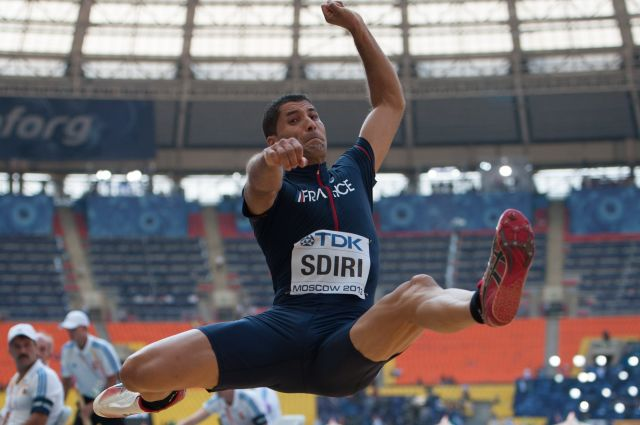
Salim Sdiri wurde Fünfter
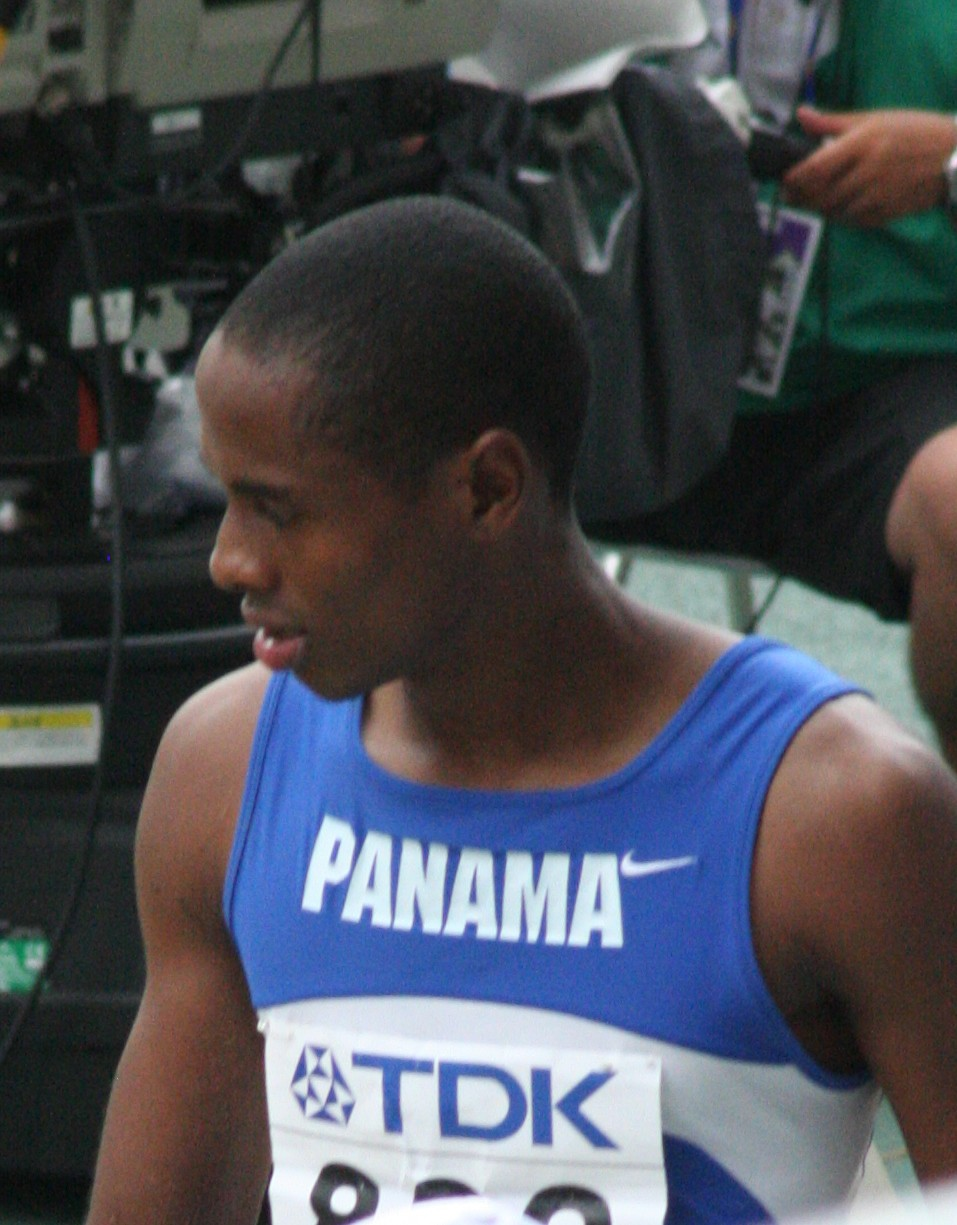
Irving Saladino belegte Rang sechs
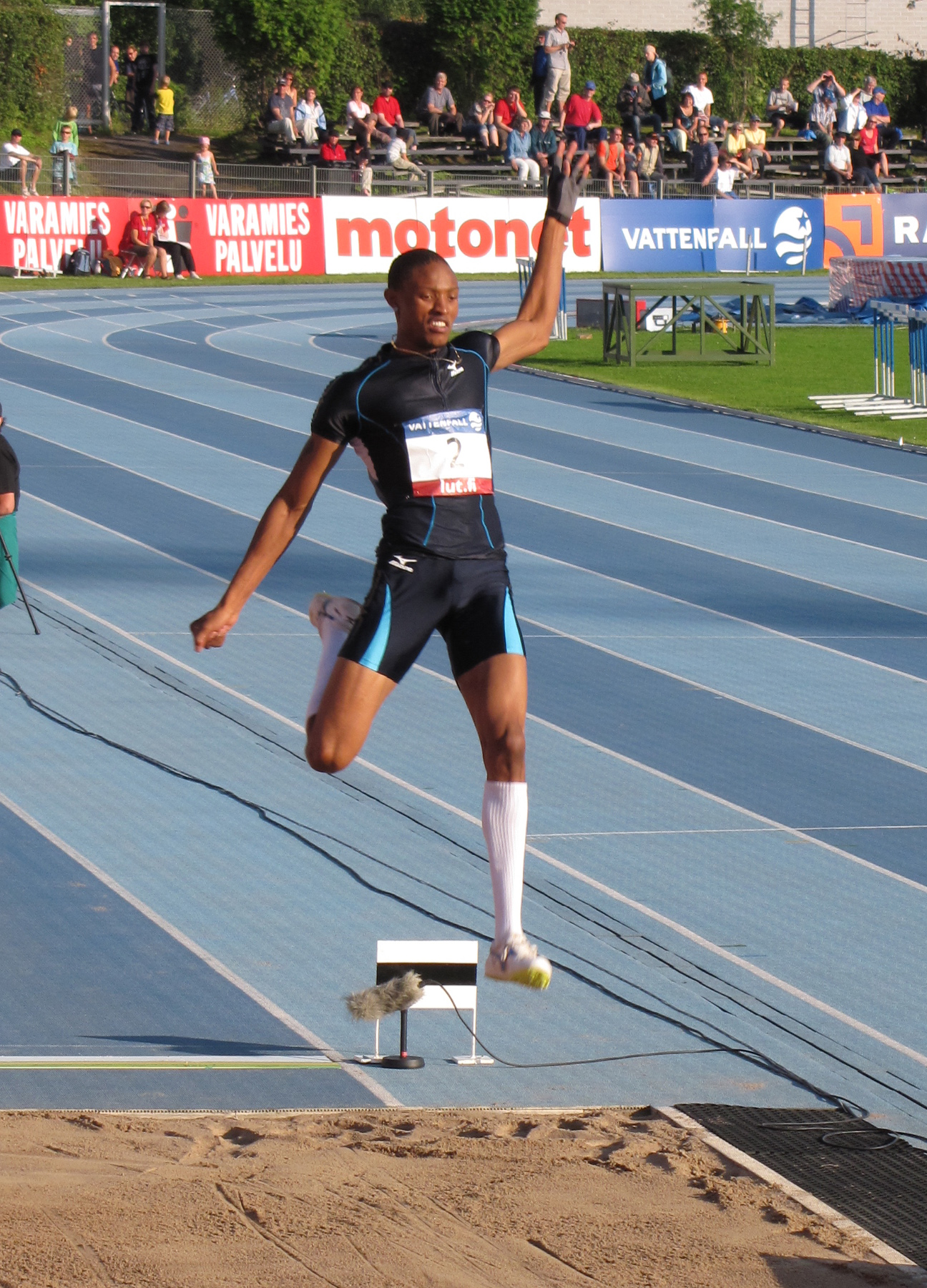
Godfrey Khotso Mokoena kam auf den siebten Platz
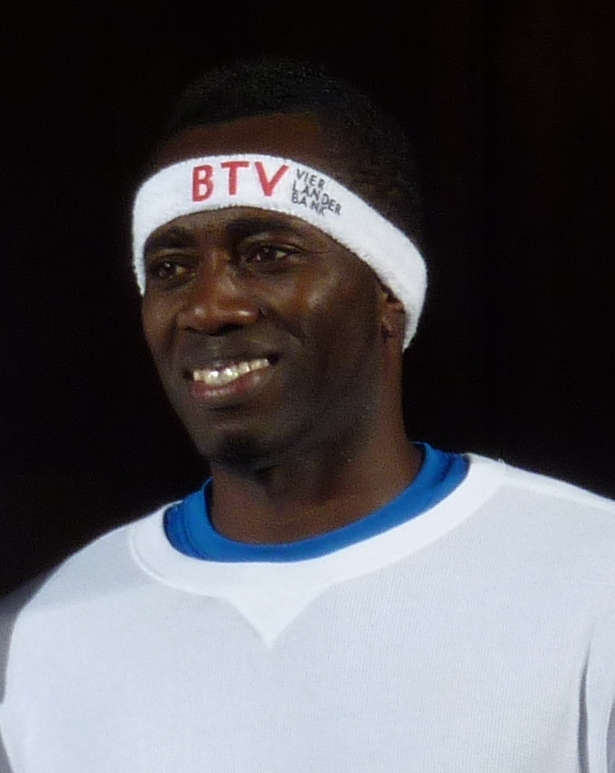
Der neuntplatzierte James Beckford
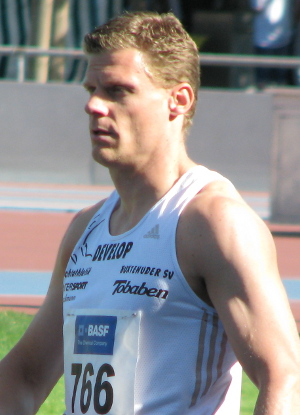
Nils Winter erreichte im Finale Platz zwölf

## Videolinks
- Men's Long Jump - World Championships Helsinki 2005 – part 1, youtube.com, abgerufen am 1. Oktober 2020
- Men's Long Jump - World Championships Helsinki 2005 – part 2, youtube.com, abgerufen am 1. Oktober 2020
- Men's Long Jump - World Championships Helsinki 2005 – part 3, youtube.com, abgerufen am 1. Oktober 2020
- Men's Long Jump - World Championships Helsinki 2005 – part 4, youtube.com, abgerufen am 1. Oktober 2020